# Издательство Старого Льва
«Издательство Старого Льва» (укр. Видавни́цтво Старо́го Ле́ва, сокращенно — ВСЛ) — украинское издательство для всей семьи, которое выпускает произведения художественной литературы, поэзии, образовательные и научно-познавательные книги для детей, мотивационную и бизнес-литературу, кулинарные и альбомные издания, отличаются качеством печати и узнаваемым стилем. Самое активное издательство в украинском медиапространстве.
Имеет представительства во Львове, Киеве, Днепре и Одессе.

## Об издательстве
Основано 13 декабря 2001 Марьяной Савкой и Юрием Чопиком во Львове. Марьяна Савка — бессменный главный редактор издательства, поэтесса, член АУП и НСПУ, лауреат Международной журналистской премии им. В. Стуса в области поэзии. Юрий Чопик — гитарист львовской группы «Мертвий Півень» (рус. «Мёртвый Петух»).
До 2013 года основным направлением деятельности издательства было издание литературы для детей и подростков современных украинских и иностранных авторов. В 2013 году издательство основало серию «Взрослая литература», значительно расширив тематику и аудиторию своих изданий. Сегодня «Издательство Старого Льва» занимается выпуском детской, взрослой литературы, образовательных книг для детей, кулинарных книг, деловой литературы, альбомных изданий и др.
В 2016 году «Издательство Старого Льва» было признано первым среди украинских издательских брендов (рейтинг делового журнала Forbes) . Издательство имеет наибольшее среди украинских издательств количество подписчиков в Facebook — во многом благодаря сайту, который ведётся активнее, чем у других фигурантов рейтинга. Ресурс наполняется не только публикациями о новинках издательства, но и новостями отрасли и репортажами из издательских форумов и выставок на Украине и в мире.

## История
Первое издание, вышедшее в «Издательстве Старого Льва» — книга знаменитой галицкой кулинарной мастерицы Дарьи Цвек «Малышам и родителям» (2002) — про искусство приготовления праздничных блюд и сервировки стола. В том же году книга получила диплом лауреата IХ Всеукраинского Форума издателей во Львове и была признана «Книгой года 2002».
В 2010 году партнёром издательства стал львовский Холдинг эмоций "! Fest ", что обеспечило финансовую поддержку издательству.
В 2012 году издательство оставил Юрий Чопик. В том же году директором «Издательства Старого Льва» стал Николай Шейко (в прошлом — медиаменеджер журнала и издательства «Критика», гендиректор издательского дома «Галицкие контракты» и гендиректор журнала «Украинская неделя»). Появились первые издания издательства для взрослых — современная поэзия и проза, деловая литература, издания non-fiction.
Начиная с 2013 года, издательство активно набирает темпы выпуска книгоиздательской продукции. Количество наименований новых изданий, выпущенных за год:
- 2011 — 18;
- 2012 — 18;
- 2013 — 45;
- 2014 — 54;
- 2015 — 74;
- 2016—115[3] .
- 2017—137;
- 2018—138[4].

В январе 2013 года создано представительство «Издательства Старого Льва» в Киеве.
С 2015 году во Львове открыт первый книжный магазин Старого Льва. В 2019 году в городе их уже два.
В сентябре 2015 издательство запустило систему лояльности — Сообщество Старого Льва, что создает общее пространство с читателем, позволяет издателю лучше понять читательские потребности и открывает её участникам такие возможности, как скидки, подарки и тому подобное.
В июле 2017 году издательство открыло Книжный магазин-кафе Старого Льва в Днепре, а в октябре того же года — в центре Киева . В 2018 году книжный магазин-кафе Старого Льва был открыт в Одессе.

## Концепция издательства
С момента основания издательство заботится об особом литературно-художественном и полиграфическом уровне изданий, сотрудничая с высокопрофессиональными украинскими авторами, переводчиками и художниками, которые помогают создавать узнаваемое лицо издательства.
«Издательство Старого Льва» — это новая модель издательства, выстроенная на организационных подходах к коммуникационной деятельности. Коммуникацию там рассматривают не только, как инструмент маркетинга, но и как способ налаживания партнерских отношений и диалога с читателем. Читатели «Издательства Старого Льва» — это их эффективные «маркетологи» и «промоутеры», которые нередко подсказывают оригинальные идеи.
Издательство активно применяет различные формы коммуникации и средства продвижения, поддерживая контакт с читательской аудиторией: презентации книг, встречи с авторами, авторские туры по городам Украины, литературные вечера, праздничные мероприятия, мастер-классы авторов и художников, разнообразные акции, распродажи и розыгрыши.
В 2016 году «Издательство Старого Льва» одержало победу в конкурсе-продвижения «Лицо города» 2016 года в номинации «Львов издательский», который ежегодно проводит Львовский городской совет и Львовская торгово-промышленная палата.

## Издательские проекты
В 2013 году «Издательство Старого Льва» совместно с радио «Львовская волна» презентовали проект «Сказки под подушку» — сборник из семи рождественских рассказов от радиоведущих «Львовской волны» (Влодко Лучишин, Владимир Беглов, Леся Горошко) и звезд украинской сцены (Кузьма «Скрябин», Виктор Бронюк (группа «ТИК»), Павел Табаков, Виктор Винник (группа "Мэри "). В 2014 году проект был продолжен, изданы «Новые сказки под подушку» — восемь рождественских рассказов от радиоведущих и их друзей-музыкантов — Сашка Лирника, Наталки Карпы, «Пиккардийской терции», Тараса Тополи (от группы «Антитела»), Ирины Панчишин (от группы «Патриция»).
В 2014 году первой детской книгой Екатерины Бабкиной «Тыквенный год» издательство начало сотрудничество с Международным благотворительным фондом «Таблеточки». Каждые 5 грн от стоимости книги перечисляются в фонд помощи детям с раком крови. Благодаря продажам книг удалось собрать более 52 тыс. грн. В 2015 году в «Издательстве Старого Льва» вышла вторая детская книга Екатерины Бабкиной «Шапочка и кит» о больном лейкозом восьмилетнем мальчике Шапочке. Цель этого издательского проекта — собрать 1 млн гривен на помощь онкобольным детям, которых опекает фонд «Таблеточки».
Книга «Тыквенный год» стала не только социальным, но и интерактивным проектом с элементами дополненной реальности . Специально для этого издания компания DigitalDealerz разработала интерактивное приложение «The Pumpkin’s Year» для планшетов и смартфонов . Благодаря приложению каждая из девяти иллюстраций превращается в небольшую анимацию.
В апреле 2015 году на V Книжном Арсенале издательство представило книгу «The Ukrainians: истории успеха», созданную на основе интернет-проекта «The Ukrainians» — онлайн-журнала о успешных украинцев. Составители — авторы проекта Тарас Прокопишин, Владимир Беглов, Инна Березницька.
Летом 2015 издательство совместно с Львовской бизнес-школой УКУ выпустило украинский перевод книги китайского мыслителя и стратега Сунь-цзы «Искусство войны», двухтысячный тираж которой был продан менее чем за две недели.

### «Детский Кобзарь»
В 2012 году в издательстве вышло первое иллюстрированное издание «Кобзаря» Т. Шевченко для детей (иллюстратор — Марина Михайлошина). Составителем сборника выступила украинская писательница и журналист Зирка Захаровна Мензатюк (укр. Зірка Захаріївна Мензатюк).
«Детский Кобзарь» был отобран для бюджетной программы «Украинская книга», согласно которой формируется государственный заказ на выпуск издательской продукции и её распространение библиотеками Украины. Украинские библиотеки получили 3000 экземпляров издания.
«Детский Кобзарь» попал в номинацию «Детский праздник» Всеукраинского рейтинга «Книга года-2012».

### «Кротовая эпопея»
Один из самых оригинальных проектов издательства — издание «Кротовой эпопеи» Тараса Прохасько и Марьяны Прохасько. Это три философские книги для детей о приключениях кротят из Букового леса: «Кто сделает снег» (2013), «Куда исчезло море» (2014) и «Как понять козу» (2015).
«Кто сделает снег» — первая детская книга Тараса Прохасько и первый опыт Марьяны Прохасько как иллюстратора — стала победителем конкурса «Книга года BBC — 2013» в номинации «Детская Книга года — 2013», а также получила премию «ЛитАкцент года 2013» в номинации «Поэзия и проза для детей» и заняла первое место рейтинга «Книга года-2013» в номинации «Детский праздник». Книга попала в один из самых престижных мировых каталогов детских книг «Белые вороны — 2014» (The White Ravens 2014).
Права на издание «Кто сделает снег» на корейском языке приобрело издательство «BookNBean Publisher», на латышском — «Janis Roze Publishers», на китайском — «Guangxi Normal University Press».На китайском в издательстве «Guangxi Normal University Press» вышли также «Куда исчезло море» и «Как понять козу».
Вторая книга «Куда исчезло море» в 2014 году вошла в 20-ку лучших книг премии «Лучшая книга Форума издателей».

### «Издательство Старого Льва» и Творческая мастерская «Аграфка»
Сотрудничество «Издательства Старого Льва» с Творческой мастерской «Аграфка» — совместным проектом художников Романы Романишиной и Андрея Лесива — стала тем симбиозом, который создал неповторимый стиль издательства, который отличает издания «Издательства Старого Льва» от другой продукции украинского издательского рынка. Романа Романишин и Андрей Лесив оформили популярные издания издательства («Рождественская история», «Бесконечная история», «Страна Муми-троллей», «Пятикнижие» и др.), А также выступили авторами нескольких успешных издательских проектов — «Антомимы», «Звезды и маковые зернышки», «Война, изменившая Рондо».
«Звёзды и маковые зёрнышки» (2014) — книга-картинка, где Романа Романишин и Андрей Лесив впервые дебютировали как авторы. Это история об одном дне из жизни девочки Доры, дочери известных математиков.
Книга получила престижную награду Opera Prima в конкурсе Bologna Ragazzi Award 2014.
Права на издание «Звёзд и маковых зёрен» приобрели издательства во Франции (издательство Rue Du Monde), Южной Кореи (BookNBean Publisher), Аргентине (Limonero Textos), Китае (Petrel Publishing House) и Словении (Malinc), Китае (Petrel Publishing House).
«Война, изменившая Рондо» (2015) — книга о том, что война не имеет сердца и не понимает ни одного языка, но касается каждого и на всех оставляет шрамы. Эта книга — повод для вдумчивой беседы с детьми (или с собой) о том, что происходит сейчас в стране или где-то ещё в мире, в формате волшебной истории, которая всегда оставляет место для надежды и оптимизма. «Война, изменившая Рондо» — победитель премии «ЛитАкцент года 2015» в номинации «Поэзия и проза для детей». Книга вошла в число победителей конкурса Bologna Ragazzi Award 2015 — одного из самых престижных и известных конкурсов детской книги в мире — и получила специальную награду жюри в категории «Новые Горизонты» (New Horizons). Издание вошло в ежегодный каталог книжных рекомендаций в области международной детской и юношеской литературы «Белые вороны — 2015» («White Ravens 2015»). Права на издание книги «Война, изменившая Рондо» приобрели издательства в Словакии (OZ Brak), Франции (Rue du monde), Китае (Dolfin Media), Южной Кореи (Sanha Publishing Co), Польше (Krytyka Polityczna).
В 2016 году на Франкфуртской книжной ярмарке создана Творческой мастерской «Аграфка» обложка к книге «Джордж и тайный ключ к Вселенной» Люси и Стивена Хокинг, которая на украинском вышла в «Издательстве Старого Льва», попала в топ-20 категории «Обложка» международной премии «The Global Illustration Award».

### Раскраски-антистресс
В 2014 году «Издательство Старого Льва» представило новый для украинского издательского рынка формат — раскраску-антистресс для взрослых «Волшебный сад». Это альбомное издание на 96 страницах с иллюстрациями для раскрашивания, рисования и поиска спрятанных существ внутри. Проиллюстрировала книгу известная шотландская художница и дизайнер Джоанна Басфорд. В 2015 году «Волшебный сад» оставался лидером продаж среди украинских изданий (по данным сети Книжный магазин «Е»). Вначале 2015 года в издательстве вышла вторая часть раскраски-антистресс «Заколдованный лес», а в конце года — «Затерянный океан».
К концу 2015 года общий тираж первой части «Волшебный сад» превысил 100 000 экземпляров.

### Азбуки-энциклопедии
В 2015 году в серии «Познавательные книги» «Издательство Старого Льва» выпустило азбуку-энциклопедию «Шептицкий от А до Я» (2015), авторы — Оксана Думанская, Галина Терещук, художественное оформление — Творческая мастерская «Аграфка». Книга получила премию «Лучшая книга Форума издателей — 2015». Цель издания такого арт-бука для семейного чтения — показать известных деятелей украинской культуры с неожиданной и очень человечной стороны.
В 2016 году серию азбук-энциклопедий дополнила книга «Франко от А до Я» (2016), авторы — Богдан Тихолоз и Наталья Тихолоз, художественное оформление — Творческая мастерская «Аграфка». Книга была отмечена премией «Лучшая книга Форума издателей — 2016».
Хрестоматия для чтения в начальной школе («Видавництво Старого Лева», 2016)
Накануне дня рождения Тараса Шевченко издательство выпустило книгу «Шевченко от А до Я» (2017), автор — шевченковед Леонид Ушкалов, художественное оформление — Анастасия Стефурак.

### Хрестоматия для начальной школы
Осенью 2016 «Издательство Старого Льва» сообщило про издание хрестоматии современной украинской детской литературы для чтения в 1-2 и 3-4 классах, вышедшей в серии «Школьная библиотека». Всего будет напечатано два сборника для чтения — для 1-2 и 3-4 классов, каждый тиражом 340 тыс. экземпляров. Составителем изданий стала писательница Татьяна Стус. Издание книг осуществлено по государственному заказу, при поддержке Министерства образования и науки Украины и Института модернизации содержания образования.

### Хемингуэй в независимой Украине
В 2016 году «Издательство Старого Льва» приобрело права на все произведения Эрнеста Хемингуэя. Это первое издание произведений классика на украинском языке в независимой Украине. Последний раз полное издание произведений Эрнеста Хемингуэя издавалось на украинском языке в 1979—1981 годах — это был четырёхтомник, вышедший в издательстве художественной литературы «Днепр». После этого ещё были публикации отдельных романов, таких как «Фиеста» и «По ком звонит колокол» в издательстве «Высшая школа» в 1985 году. Но с 1991 года не вышло ни одной книги произведений писателя на украинском языке с соблюдением требований авторского права.
«Издательство Старого Льва» первой выпустило повесть-притчу «Старик и море» (2017) в переводе Владимира Митрофанова с иллюстрациями Славы Шульц. Сразу за ней в издательстве вышел роман «Фиеста. И восходит солнце» (2017) в переводе Виктора Морозова, «Мужчины без женщин» (2017) в переводе Анны Лелев, «По ком звонит колокол» (2018) в переводе Андрея Савенца, «Прощай, оружие!» (2018) в переводе Виктора Морозова. В 2018 году была выпущена биография «Эрнест Хемингуэй. Артефакты из жизни», которую написал распорядитель литературного наследия американского прозаика, писатель и исследователь Майкл Катакис.

## Терри Пратчетт на украинском
В начале 2017 года «Издательство Старого Лева» сообщило об издании на украинском ряда романов Терри Пратчетта из серии «Плоский мир». В 2017 году были изданы романы «Цвет магии», «Правда». Весной 2018 года был издан первый романа из цикла «Смерть» получивший название в украинском переводе «Морт», а также другие произведения, такие как «Причудливое сияние», «Вещие сёстры» и «Жнец». В 2019 году издательство представило третью книгу из цикла «Ринсвинд» под названием «Творцы заклинаний», а позже летом первый рассказ из известного цикла «Ночная стража» — «Стража! Стража!». Также готовятся к печати роман» Душевная Музыка «из цикла» «Смерть» Вооруженные «из цикла» Ночная стража «,» Дед Вепрь «цикл» Смерть «, и» Ведьмы за границей «из цикла» Ведьмы ", названия книг не являются окончательными.
Украинские обложки к серии книг Терри Пратчетта от творческой мастерской «Аграфка»
Над оформлением всей серии книг работает Творческая мастерская «Аграфка» (Романа Романишин и Андрей Лесив). Среди переводчиков серии — Александр Михельсон, Юлия Прокопец, Ольга Любарская.

## Социальные проекты
Издательство активно участвует в социальной жизни Львовской области и Украины в целом, сотрудничает с библиотеками и общественными организациями.
В «Издательстве Старого Льва» вышло несколько изданий шрифтом Брайля:
• «Сказки дедушки Гурама» Гурама Петриашвили (2013), «Маленькие тролли и большое наводнение» и «Шляпа волшебника» (2014) к 100-летию со дня рождения писательницы Туве Янссон; «Комета прилетает» (2016) Янссон по случаю 70-летия публикации повести.
2 апреля 2014 издательство присоединилось к акции «Львов в голубом», которая во Львове проходила впервые. Цель акции — изменить отношение общества к людям, больным аутизмом. Тогда же издательство организовало свою первую «гаражную распродажу», чтобы помочь общественным активистам собрать средства на спортивную площадку для школы-интерната «Доверие», где учатся дети с особыми потребностями. Книжные распродажи издательства происходят несколько раз в год и являются благотворительными мероприятиями.

## «Библиотека Малого Льва»
В 2015 году «Издательство Старого Льва» сообщило о новом проекте совместно с Львовской областной библиотекой для детей — «Библиотека Малого Льва», главная цель которого — популяризация чтения, знакомство детей районных и сельских библиотек с новинками современной украинской литературы. В рамках этого партнерского проекта авторы издательства (Андрей Бачинский, Галина Вдовиченко, Кристина Лукащук, Оксана Сайко, Оксана Думанская и др.) Посещали библиотеки небольших городов и поселков Львовской области, организовывали чтение, выставки, общались с детьми, проводили конкурсы (на интересную рецензию, лучшую серию иллюстраций по мотивам книг «Издательства Старого Льва» и др.). В течение года писатели издательства посетили более 30 районных и сельских библиотек Львовщины.
13 декабря 2015 во время празднования дня рождения «Издательства Старого Льва» была организована Благотворительная книжная распродажа, средства с которой издательство передало на ремонт и книжное наполнение библиотеки с. Ивано-Франково Яворивского района.

## «Двенадцать невероятных женщин»
В 2016 году Марьяна Савка основала проект «Двенадцать невероятных женщин» — цикл из 12-ти публичных интервью под названием «12 невероятных женщин о ценностях, которые создают человека». Ежемесячно в течение 2016 будет проводиться по одному интервью с известными и влиятельными женщинами, которые для многих украинцев стали нравственными и культурными авторитетами. Каждое интервью посвященное теме одной из ценностей, которая является определяющей для гости Марьяны Савки. Среди приглашенных в проект женщин — Ольга Герасимьюк, Зоя Казанжи, Лариса Денисенко, Ирина Подоляк, Юлия Мищенко и др. Цель проекта воплотить несколько задач: озвучить важные проблемы украинского общества, а также собрать средства для ремонта и обустройства детской комнаты образования и отдыха в Национальной детской специализированной больнице «ОХМАТДЕТ» .
Проект стартовал 26 февраля 2016. Первой героиней публичного интервью стала известная телеведущая Ольга Герасимюк, которая выбрала тему равенства. Гостем второго открытого интервью стала Зоя Казанжи — писательница, журналистка, общественный деятель, — выбрав своей ценности независимость.
Все интервью и дополнения, написанные участниками проекта эссе о ценностях, станут книгой, которая будет представлена весной 2017 года.

## Сотрудничество
«Издательство Старого Льва» активно сотрудничает с известными зарубежными издательствами: HarperCollins (США), Penguin Books Ltd (Великобритания), David Higham (Великобритания), Laurence King Publishing Ltd (Великобритания), Usborne (Великобритания), Andrew Nurnberg Baltic (Латвия), Thienemann Verlag (Германия), Suhrkamp Verlag (Германия), Librairie Artheme Fayard (Франция), Editions Grasset & Fasquelle (Франция), Wydawnictwo Dwie Siostry (Польша), Schildts Förlags Ab (Финляндия) и др.
Издательство продало права на издание и перевод нескольких своих бестселлеров в Аргентину, Францию, Китай, Южную Корею, Латвию, Словакию, Польшу, Австрию.

## Книжные ярмарки
Издательство является постоянным участником украинских книжных ярмарок-выставок, а с 2012 года — масштабных мировых книжных мероприятий.
- 2012 — «Издательство Старого Льва» впервые стало участником Лейпцигской книжной ярмарки . В том же году книга «Сказка о Старом Льве» Марьяны Савки попала в мировой каталог «Белые вороны» («White Ravens»).
- 2013 — участие в Лейпцигской книжной ярмарке. Издательство представило Украину на 50-й Международной детской книжной выставке в Болонье (Bologna Children’s Book Fair).
- 2014 — участие в Лейпцигской книжной ярмарке, 51-й Международной детской книжной выставке в Болонье и впервые — в Франкфуртской книжной ярмарке . Книга «Звезды и маковые зернышки» вошла в число победителей в номинации «Opera Prima» конкурса Bologna Ragazzi Award 2014.
- 2015  — участие в 52-й Международной детской книжной выставке в Болонье, Франкфуртской книжной ярмарки. Книга «Война, изменившая Рондо» Романы Романишин и Андрея Лесива вошла в каталог «Белые вороны 2015».
- 2016  — участие в VII Международной Вильнюсской книжной ярмарке; участие 53-й Международной детской книжной выставке в Болонье; участие во Франкфуртской книжной ярмарке. Книга Екатерины Михалицыной «Кто растет в парке» (иллюстрации — Оксаны Были) вошла в каталог «Белые вороны 2016» («The White Ravens 2016»)[16] ; книги «Война, изменившая Рондо», «Шептицкий от А до Я» и «Мужчины, женщины и дети» вошли в коллекции «Stiftung Buchkunst» красивых книг мира 2016 на Франкфуртской книжной ярмарке[17] .
- 2017  — участие в Международной детской книжной выставке в Болонье, Франкфуртской книжной ярмарки. Книга «Созвездие Курицы» Софии Андрухович и Марьяны Прохасько вошла в каталог «Белые вороны 2017»[18] . Участие в Биеннале Иллюстрации в Братиславе, где Романа Романишин и Андрей Лесив получила приз BIB Plaque за иллюстрации к книгам «Громко, тихо, шепотом» и «Франко от А до Я».
- 2018  — участие в Международной детской книжной выставке в Болонье, Франкфуртской книжной ярмарки. Книга «MOX NOX» Тани Малярчук вошла в каталог «Белые вороны 2018»[19] . Книги «Громко, тихо, шепотом» и «Я так вижу» стали победителями «Bologna Ragazzi Award 2018» в номинации «Non Fiction». Участие в книжных выставках в Тайбэе, Париже, Праге, Варшаве, Лагере, Вене.

## Серии книг
- Бизнес и саморазвитие
- Биографии и мемуары
- Искусство и культура
- Воспитание детей
- Художественная проза
- Поэзия
- Короткая проза и эссеистика
- Кулинария
- Виммельбухи
- Картонки
- Книги-картинки
- Иллюстрированные истории и сказки
- Детские книги для чтения
- Книги для подростков
- Познавательные книги
- Альбомы и арт-буки

2013 году в издательстве основана взрослая поэтическая серия, представленная в рамках 20-го Форума издателей. Первыми в этой серии вышли сборник поэзии Ю. Издрика «Ю», первое полное издание стихов Г. Чубая «Пятикнижие» (Гран-При конкурса «Лучшая книга Форума издателей-2013»), сборник поэзии Б.-И. Антонича «Чаргород» и собрание стихотворений М. Савки «Пора плодов и цветов». Сегодня поэтическая серия «Издательства Старого Льва» включает такие сборники:
- Боднар «Пожертвование на свет» (2013)
- Ю. Издрик «AB OUT» (2014)
- И. Старовойт «Гронингенская рукопись» (2014)
- К. Михалицина «Тень в зеркале» (2014)
- К. Калитко «Застенки. Виноградник. Дом» (2014)
- М. Кияновская «373» (2014)
- С Осока «Небесная падалица» (2015)
- Г. Семенчук «MORE стихов и песен» (2015)
- М. Лаюк «Метрофобия» (2015)
- Л. Якимчук «Абрикосы Донбасса» (2015)
- Ю. Издрик «Календарь любви» (2015)
- В. Стус, Д. Стус «Небо. Обрыв. Пропасть. Вода» (2015)
- Ю. Мусаковська «Мужчины, женщины и дети» (2015)
- Л. Белей «Книга о лесе» (2016)
- Г. Мельников «Апокриф степи (поэзии 1992—2012 гг.)» (2016)
- Б. Херсонский «Семейный архив и другие стихотворения» (2016)
- А. Куценко «Куколки» (2016)
- Сона Ван «Либретто для пустыни» (2016)
- А. Гусейнова «Супергерои» (2016)
- М. Савка, М. Кияновская «Письма из Литвы /Письма из Львова» (2016)
- Павел Коробчук «Хвоя» (2017)
- Василий Махно «Бумажный мост» (2017)
- Ольга Королевская «Звезды в квадрате» (2017)
- Ворон Галина «Взрослая» (2017)
- Константин Москалец «Поэзия Кельи» (2017)
- Ульяна Галич «Урбамистика» (2017)
- Нина Курьята «Я буду смотреть, как ты пишешь» (2017)
- Светлана Поваляева «После Крыма» (2018)
- Богдана Матияш «Песнь Песней» (2018)
- Оксана Луцишина «Стихи Фелициты» (2018)
- Екатерина Калитко «Бунару» (2018)
- Дмитрий Лазуткин «Артерия» (2018)
- Остап Сливинский «Зимний король» (2018)
- Любомир Серняк «Хорошие парни финишируют первыми» (2018)
- Элина Свенцицкая «Вещи, которые остались дома» (2018)

## Авторы
«Издательство Старого Льва» издаёт и популяризирует современных украинских писателей, а также произведения мировой литературы:
— классической:
Ганс Кристиан Андерсен, Чарльз Диккенс, Туве Янссон и др.
— современной:
- Андерс Ослунд
- Иан Уайброу
- Вигдис Йорт
- Курт Воннегут
- Франсуаза Барб-Галль
- Джоанна Басфорд
- Анна Гавальда
- Джудит Герман
- Элизабет Гилберт
- Витольд Гомбрович
- Салли Грин
- Нина Элизабет Грентведт
- Диана Уинн Джонс
- Паоло Джордано
- Умберто Эко
- Михаэль Энде
- Полина Жеребцова
- Кадзуо Исигуро
- Джеймс Оливер Кервуд
- Джереми Кларксон
- Шон Кови
- Сюзанн Лафлер
- Янн Мартел
- Меган Макдональд
- Зигмунт Милошевський
- Эрик Найт
- Анджела Нанетти
- Джейми Оливер
- Патрик Оуржедник
- Арам Пачян
- Гурам Петриашвили
- Роб Скоттон
- Мартин Содомка
- Ульф Старк
- Анджей Стасюк
- Джереми Стронг
- Энн Файн
- Андреас Штайнгефель

Иностранные авторы, посетившие Украину по приглашению издательства:
2013 — Иан Уайброу (Книжный Арсенал) Джереми Стронг (XX Форум издателей во Львове)
2014 — Анджей Стасюк (XXI Форум издателей во Львове)
2015 — Генри Марш, Мартин Содомка (XXII Форум издателей во Львове)
2016 — Ульф Старк, Вигдис Йорт (Книжный Арсенал) Паоло Джордано (XXIII Форум издателей во Львове)
2017 — А. Аудгильд Сульберг, Томаш Седлачек (Книжный Арсенал).
2018 — Миленко Ергович, Гюдрун Скреттинг, Шарлотте Кернер, Дорж Бату (Книжный Арсенал) Давид Фонкинос в рамках Французской весны; Оливье Бурдо, Майкл Катакис, Аскольд Мельничук, Кейт Фокс, Генри Марш (25 Book Forum).
2019 — Алеш Штегер, Ибен Акерли, Дорж Бату (Книжный Арсенал).
Среди украинских писателей издательства такие известные литераторы:
- София Андрухович
- Галина Вдовиченко
- Оксана Думанская
- Владимир Ермоленко
- Оксана Кротюк
- Оксана Луцишина
- Оксана Лущевская
- Богдана Матияш
- Дзвинка Матияш
- Василий Махно
- Екатерина Михалицина
- Константин Москалец
- Марьяна Савка

Среди находок издательства — украинские писатели Валентин Бердт, Андрей Бачинский, Сергей Гридин, Оксана Сайко, Оля Русина, Илларион Павлюк и многие другие.

## Иллюстраторы
Издательство сотрудничает с 90 украинскими и зарубежными иллюстраторами. Иллюстрации к книгам издательства создают лучшие украинские художники — Наталья Гайда, Оксана Йориш, Ольга Кваша, Ивета Ключковская, Кристина Лукащук, Оксана Мазур, Андрей и Диана Нечаевские, Максим Паленко, Олег Петренко-Заневский, Марьяна Петрив, Юлия Пилипчатина, Ростислав Попский , Марьяна Прохасько, Даша Ракова, Екатерина Садовщук, Алена Семчишин, Анастасия Стефурак, Светлана Хмель, Владимир Штанко, Екатерина Штанко, Творческая мастерская «Аграфка».
Издательство неоднократно организовывало выставки иллюстраций. В сентябре 2013 года в Национальном музее литературы Украины состоялась выставка «Как оживают книги», где были представлены оригиналы лучших иллюстраций книжных графиков, сотрудничающих с издательством, — Екатерины Штанко, Светланы Фесенко, Даши Раковой, Ростислава Попского, Марины Михайлошиной, Владимира Штанка, Елены Левской и Надежды Каламеец.
В сентябре 2014 года во время Форума издателей в галерее «Art-e-fakt-galereЯ» проходила выставка «Сокровища Старого Льва», где экспонировались работы 17-ти иллюстраторов «Издательства Старого Льва». В рамках выставки был проведен лекторий для начинающих иллюстраторов, лекторами которого стали Екатерина Штанко, Даша Ракова, Ольга Кваша, Романа Романишин и Андрей Лесив (Творческая мастерская «Аграфка»).
Особое внимание «Издательство Старого Льва» уделяет дизайну изданий и их художественному оформлению. Над обложками работают дизайнеры Назар Гайдучик (группа «Плесо»), Андрей Бочко (группа «Illusions») — музыканты по совместительству; а также Оксана Йориш, Татьяна Омельченко.

## Переводчики
- Иван Андрусяк
- Андрей Бондар
- Александр Гриценко
- Владимир Диброва
- Оксана Думанская
- Наталья Иваничук
- Галина Кирпа
- Евгения Кононенко
- Андрей Маслюх